# Raazi
Raazi è un film del 2018 diretto da Meghna Gulzar.
Si tratta di un adattamento del romanzo Calling Sehmat di Harinder Sikka (2008).

## Riconoscimenti
- NBT Utsav 2018 Awards 2018: 
  - Best Actress a Alia Bhatt
- Star Screen Awards 2018: 
  - Best Actress a Alia Bhatt
  - Best Male Playback Singer a Arijit Singh
  - Best Female Playback Singer a Harshdeep Kaur
  - Best Lyricist a Gulzar
  - Best Production Design a Amit Ray, Subrata Roy
- Mirchi Music Awards 2019: 
  - Lyricist of The Year a Gulzar
- Zee Cine Awards 2019: 
  - Viewers' Choice Best Actor – Female a Alia Bhatt
  - Best Film
  - Best Lyrics a Gulzar
  - Best Playback Singer – Female a Harshdeep Kaur, Vibha Saraf
- Filmfare Awards 2019: 
  - Miglior film
  - Miglior regista a Meghna Gulzar
  - Miglior attrice a Alia Bhatt
  - Miglior paroliere a Gulzar
  - Miglior cantante in playback maschile a Arijit Singh
- News 18 Reel Movie Awards 2019: 
  - Best Actress in a Leading Role a Alia Bhatt
  - Best Lyricist a Gulzar
  - Playback Singer – Female a Harshdeep Kaur, Vibha Saraf
  - Best Editing a Nitin Baid
- International Indian Film Academy Awards 2019: 
  - Best Film
  - Best Actress a Alia Bhatt
  - Best Male Playback Singer a Arijit Singh
  - Best Female Playback Singer a Harshdeep Kaur, Vibha Saraf